# Angulorostrum
Angulorostrum is een geslacht van kreeftachtigen uit de klasse van de Ostracoda (mosselkreeftjes).

## Soorten
- Angulorostrum costatum Kornicker, 1981
- Angulorostrum monothrix Kornicker, 1981
- Angulorostrum segonzaci Kornicker, 1981